# Cellar Door: Terminus Ut Exordium
Cellar Door: Terminus Ut Exordium ist das Debütalbum des US-amerikanischen Hip-Hop-Duos The Underachievers. Es wurde am 12. August 2014 über das Label Brainfeeder von Flying Lotus veröffentlicht.

## Titelliste
1. Luminescence – 2:41
2. Chrysalis – 3:10
3. Radiance – 3:28
4. Caprice – 3:12
5. Incandescent – 3:13
6. Sonorous – 3:38
7. Metropolis – 3:59
8. Nebulous – 3:34
9. Ethereal – 3:01
10. Quiescent – 2:57
11. Felicity – 3:45
12. Amorphous (feat. Portugal. The Man) – 3:21

## Produktion
Die Aufnahmen fanden überwiegend in ihrem Homestudio in ihrer Wohnung statt, wobei Issa zumeist die Beats aussuchte und jeder der beiden für sich einen Part schrieb, der anschließend aufgenommen wurde. Dabei übernimmt AK die Tontechnik. Ihr Arbeitsprozess ließe sich nach eigenen Angaben auf „rauchen, aufnehmen und schlafen“ herunterbrechen. Außerdem nahmen sie drei Titel in einem professionellen Studio in Kalifornien auf. Der Fokus lag aber während der Albumproduktion nicht auf dem letztendlichen Klang, sondern viel mehr darauf, wie die Wörter zusammenpassen und dass der Flow zum Albumtitel passt.

## Albumkonzept

### Namensgebung
Der Name des Albums bezieht sich auf die angeblich schönste Redewendung der englischen Sprache, „The Cellar Door“. Issa schrieb fünf Jahre vor der Veröffentlichung des Albums an einem Buch mit diesem Titel, dessen Datei mitsamt seinen Notizen auf seinem Laptop plötzlich nicht mehr auffindbar war. Darauf gab er das Projekt auf.

### Coverdesign
In der Mitte des Albumcovers ist eine männliche Person zu beobachten, aus dessen Stirnmitte (third eye) links und rechts Tierköpfe aufsteigen, die sich jeweils spiegeln. Dabei steht der Löwe in der rechten oberen bzw. linken unteren Ecke für Issa, dessen Sternzeichen Löwe ist. Der Leopard in der linken oberen bzw. rechten unteren Ecke ist das Symbol für AK. Damit zeigt das in zwei Teile geteiltes Cover eine gewisse Dualität, die ihre Ausgeglichenheit im Leben darstellt. „Wir wissen, dass wir Teile eines größeren Ganzen sind – und das wollen wir mitteilen“.

### Thematik
Obwohl sich Issa wünscht, dass das Album ein stärkeres Thema hätte, setzten sie sich im Produktionsverlauf eher damit auseinander, dass die Beats zusammenpassen. „Wenn ich über das Album nachgedacht habe, habe ich immer eher an eine Thematik in den Beats nachgedacht als in der Musik“, meinte Issa in einem Interview. Dabei legten sie ihren Fokus vor allem auf düstere Themen, weniger Psychedelik und einen düsteren Gesamtklang.

## Rezeption
Daniel Gerhardt urteilte in der Musikzeitschrift Juice folgendermaßen über das Album. „Die MCs […] bestreiten weite Teile des Albums in einem Geschwindigkeitsrausch, den man eher von Straßenrapbattles kennt als aus dem Tonstudio.“ Deswegen sei Cellar Door: Terminus Ut Exordium laut ihm auch zunächst so überwältigend. „Während man noch versucht, sich im ohnehin schon verwirrenden Koordinatensystem der Underachievers […] zurechtzufinden, mäht die Platte einen erst mal ganz klassisch weg.“ Des Weiteren fügte er hinzu, dass die benutzten Beats besonders „düster und zweckdienlich“ und die beiden MCs schlau und schnell seien.
Martín Caballero der Boston Globe beschreibt das Album als eines, das beharrlich versucht, seine Botschaft zu vermitteln, weshalb der Titel ironisch zu betrachten ist. Die beiden Rapper seien technisch brillant und beherrschen Doubletime-Rap. Das Album sei es wert gehört zu werden.
Das Album stieg auf Platz 86 der Billboard 200 ein.